# طسمالو
طسمالو هي قرية في مقاطعة أرومية، إيران. يقدر عدد سكانها بـ 309 نسمة بحسب إحصاء 2016.